# David Eisenbud
Pour les articles homonymes, voir Eisenbud.
David Eisenbud, né en 1947, est un mathématicien américain, spécialiste d'algèbre et de géométrie algébrique. Il est professeur à l'université de Californie à Berkeley où il dirige également le MSRI de 2013 à 2022.

## Biographie
David Eisenbud est le fils du physicien Leonard Eisenbud. Il commence ses études supérieures à l'université de Chicago, où il obtient son B.Sc. et son M.Sc. en mathématiques. Eisenbud soutient sa thèse de doctorat intitulée « Modules de torsion sur les anneaux premiers de Dedekind » en 1970 à l'université de Chicago, sous la direction de Saunders Mac Lane et James C. Robson.
Il s'engage alors dans une carrière d'enseignant, à l'université Brandeis (chargé de cours en 1970-1972, associate professor 1976-1980, professeur depuis 1980) et à l'université de Californie à Berkeley (professeur depuis 1997). Il a été professeur invité à la fondation Sloan (1973-1975), à l'université Harvard (1973-1974, 1987-1988, 1994), à l'IHÉS (1974-1975), à l'université de Bonn (1979-1980), au MSRI (1986-1987) et à l'IHP.
Eisenbud dirige le département de mathématiques de l'université Brandeis de 1982 à 1984 et à nouveau de 1992 à 1994. De 2003 à 2004, il dirige l'American Mathematical Society. Il dirige le MSRI de 1997 à 2007, et à nouveau de 2013 à 2022.
Il est l'auteur (avec Joe Harris) d'une série réputée de cours sur les outils de la géométrie algébrique,,. Ses travaux pour l'enseignement mathématique lui ont valu le prix Leroy P. Steele en 2010. Eisenbud est également nommé en 2012 fellow de l'American Mathematical Society. En 2006, il est nommé fellow de l'Académie américaine des arts et des sciences.